# Decatur megye (Iowa)
Decatur megye az Amerikai Egyesült Államokban, azon belül Iowa államban található. Lakosainak száma 7645 fő (2020. április 1.). Decatur megye Clarke, Wayne, Mercer, Harrison, Ringgold, Lucas és Union megyékkel határos.

## Népesség
A megye népessége az elmúlt években az alábbi módon változott:
| Lakosok száma | 8415 | 8245 | 8237 | 8136 | 8220 | 7645 |
|               | 2010 | 2011 | 2012 | 2013 | 2015 | 2020 |